# Andrea Moletta
Andrea Moletta, född 23 februari 1979 i Cittadella, är en professionell italiensk tävlingscyklist. Andrea Moletta blev professionell inför säsongen 2003. Han tävlar sedan säsongen 2009 för UCI Continental-stallet Miche-Silver Cross.

## Amatörkarriär
Andrea Moletta slutade på tredje plats på den slovenska-italienska landsvägstävlingen Trofeo Zssdi-Unione dei Circoli Sportivi Sloveni in Italia 2002 bakom landsmännen Daniele Pietropolli och Luca Gianbelli.

## Karriär
Andrea Moletta blev professionell med Mercatone Uno inför säsongen 2003. Under året vann han etapp 6 av Fredsloppet.
När Mercatone Uno lade ned sin verksamhet efter säsongen 2003 fortsatte Andrea Moletta till Barloworld. Han slutade på andra plats på Giro del Medio Brenta bakom ukrainaren Ruslan Pidgornij. Han slutade också på tredje plats på Giro del Friuli bakom Michele Gobbi och Franco Pellizotti.
Inför säsongen 2005 skrev italienaren på ett kontrakt med det tyska stallet Gerolsteiner och under sitt första år körde han Giro d'Italia 2005; en tävling han också körde under 2006. Under säsongen 2006 slutade han tvåa på GP Miguel Indurain bakom Fabian Wegmann. Han körde också Vuelta a España 2006 och slutade sjua på etapp 11 av tävlingen bakom Egoi Martínez, Iñigo Landaluze, Volodymyr Gustov, Thor Hushovd, Aljaksandr Usau och David Loosli. Efter etappen lämnade Andrea Moletta tävlingen.
I mars 2007 kraschade italienaren under Milano-Sanremo när han skulle cykla ned för Cipressa. Han bröt sitt lårben. Han lovade sig själv och sitt stall att han skulle vara tillbaka till Vuelta a España samma år. Hans sportdirektörer och doktorer trodde inte på honom då skadan var så allvarlig att den kunde hålla honom ifrån allt tävlande under ett år. I juni var italienaren tillbaka på cykeln och han körde Brixia Tour och Tour de l'Ain i augusti. När Vuelta a España 2007 startade stod italienaren på startlinjen. Han slutade tävlingen på 107:e plats.
Säsongen 2008 blev inte som Andrea Moletta hade trott. Han körde tio etapper på Giro d'Italia 2008, men blev utkastad från tävlingen sedan italiensk polis hade hittat kanyler och otillåtna preparat i ett kylskåp i bilen till Molettas far under Giro d'Italia. Han låg då på en 77:e plats i tävlingens sammandrag.
Andrea Moletta och hans far blev senare frikända från misstankarna då ingenting pekade på att Andrea Moletta hade någonting att göra med preparaten, men hans säsong var redan förstörd. Efter säsongen blev han kontrakterad av det italienska stallet Miche.
Under säsongen 2009 slutade han på sjunde plats på Marco Pantani Memorial bakom Roberto Ferrari, Giovanni Visconti, Valerio Agnoli, Francesco Ginanni, Simone Ponzi och Walter Proch. Han fortsatte säsongen genom att slutade på sjätte plats på Giro della Provincia Di Reggio Calabria innan han slutade femma på etapp 1 av Slovakien runt.